# Mario García (calciatore)
Mario Valentín García Fernández, noto semplicemente come Mario García (Punta del Este, 8 settembre 1999), è un calciatore uruguaiano, centrocampista del Progreso.

## Carriera
Cresciuto nel settore giovanile del Cerro, ha esordito in prima squadra il 15 febbraio 2020 disputando l'incontro di Primera División Profesional perso 2-1 contro il Peñarol.